# Journal of Interdisciplinary History
Journal of Interdisciplinary History es una revista científica arbitrada, publicada cuatro veces al año por la MIT Press. Cubre un amplio rango de temas y períodos históricos y enlaza a la historia con otros campos académicos. Cada número cuenta con 200 páginas.

## Contenido
La revista presenta artículos, ensayos bibliográficos y reseñas de libros que traten de historia con otros campos de la investigación académico, como la economía y la demografía. A diferencia de la mayor parte de revistas de historia, su contenido no está limitado a un área geográfica o período historia, ya que cubre la historia social, demográfica, política, económica, cultural y tecnológica.